# 藍精靈大電影
《藍精靈大電影》（英語：Smurfs）是一部2025年美國真人動畫歌舞奇幻喜劇片，改編自沛優創作的同名漫畫，《藍精靈電影系列》的重啟之作，由克里斯·米勒執導，帕姆·布蘭迪編劇，主要配音陣容包括蕾哈娜、詹姆斯·柯登、尼克·奧佛曼、J·P·卡利亞克、丹·列維、艾米·塞德麗絲、娜塔莎·雷昂、吳珊卓、吉米·金摩、奧塔薇亞·史班森、尼克·克羅爾、漢娜·衛丁漢、艾力克斯·溫特、瑪雅·埃斯金、寇特·羅素與約翰·古德曼。
《藍精靈大電影》由派拉蒙影業排定2025年7月18日於美國上映。

## 配音員
- 蕾哈娜聲演小美人（英语：Smurfette）
- 詹姆斯·柯登聲演無名氏（No Name Smurf）
- 約翰·古德曼聲演精靈老爹（英语：Papa Smurf）
- 尼克·奧佛曼聲演肯（Ken）
- J·P·卡利亞克（英语：J. P. Karliak）聲演
  - 賈不妙（英语：Gargamel）
  - 亂不妙（Razamel）
- 丹·列維聲演喬爾（Joel）
- 艾米·塞德麗絲（英语：Amy Sedaris）聲演活潑書（Jaunty）
- 娜塔莎·雷昂聲演恨媽媽（Mama Poot）
- 吳珊卓聲演莫西小精靈（Moxie Smurf）
- 吉米·金摩聲演水熊蟲（Tardigrade）
- 奧塔薇亞·史班森聲演阿斯摩太（Asmodius）
- 尼克·克羅爾（英语：Nick Kroll）聲演申諾伯（Chernobog）
- 漢娜·衛丁漢聲演耶西貝斯（Jezebeth）
- 艾力克斯·溫特聲演小壯丁（Hefty Smurf）
- 瑪雅·埃斯金（英语：Maya Erskine）聲演小自戀（Vanity Smurf）
- 寇特·羅素聲演羅恩（Ron）
- 索洛·馬里達那聲演小聰明（Brainy Smurf）
- 比莉·盧德聲演騰雞（Worry Smurf）
- 克里斯·米勒聲演小討厭（Grouchy Smurf）

## 製作
2022年2月7日，據報導《藍精靈》品牌持有者和IMPS已同意與派拉蒙動畫和尼克羅頓電影公司共同製作多部《藍精靈》動畫電影，其中包括一部動畫音樂電影。該片由帕姆·布蘭迪編劇，製作工作將於同年稍後開始進行，並排定於2024年12月20日上映。2022年6月14日，宣布該片由前夢工廠動畫資深動畫師克里斯·米勒執導。2022年8月，上映日期延期至2025年2月14日。
2023年4月27日，在CinemaCon上公布電影片名為《藍精靈大電影》（The Smurf Movie），同時宣布蕾哈娜將為小美人配音，並為電影創作、錄製原創歌曲以及擔任製片人。
2024年4月11日，在CinemaCon上宣布尼克·奧佛曼、娜塔莎·雷昂、J·P·卡利亞克、艾米·塞德麗絲、尼克·克羅爾、詹姆斯·柯登、奧塔薇亞·史班森、漢娜·衛丁漢、吳珊卓、艾力克斯·溫特、比莉·盧德、索洛·馬里達那、寇特·羅素和約翰·古德曼加入配音陣容。

## 發行
《藍精靈大電影》最初排定2024年12月20日於美國上映。2022年8月，延期至2025年2月14日。最後上映日期訂為2025年7月18日於美國、台灣上映。

## 迴響

### 評價
爛番茄根據94條評論，本片獲得20%的新鮮度。在Metacritic上，本片獲得31分。

## 外部連結
- 互联网电影数据库（IMDb）上《藍精靈大電影》的资料（英文）
- 爛番茄上《藍精靈大電影》的資料（英文）
- Box Office Mojo上《藍精靈大電影》的资料（英文）
- AllMovie上《藍精靈大電影》的资料（英文）
- Metacritic上《藍精靈大電影》的資料（英文）
- 開眼電影網上《藍精靈大電影》的資料（繁體中文）
- 豆瓣电影上《藍精靈大電影》的資料 （简体中文）
- 时光网上《藍精靈大電影》的資料（简体中文）